# Gagny
Gagny je město v východní části metropolitní oblasti Paříže ve Francii v departmentu Seine-Saint-Denis a regionu Île-de-France. Od centra Paříže je vzdálené 14,2 km.

## Geografie
Sousední obce: Montfermeil, Clichy-sous-Bois, Le Raincy, Villemomble, Neuilly-sur-Marne, Gournay-sur-Marne, Chelles.

## Vývoj počtu obyvatel
Počet obyvatel

## Partnerská města
- Gladsaxe, Dánsko
- Charlottenburg-Wilmersdorf, Německo
- Minden, Německo
- Sutton, Velká Británie
- Tavarnelle Val di Pesa, Itálie